# 10983 Smolders
10983 Smolders là một tiểu hành tinh vành đai chính với chu kỳ quỹ đạo là 1377.6223088 ngày (3.77 năm).
Nó được phát hiện ngày 16 tháng 10 năm 1977.